# Nico Melamed
Nicolás Melamed, né le 11 avril 2001 à Castelldefels, est un footballeur espagnol qui évolue au poste de milieu offensif à l'UD Almería.

## Biographie

### Carrière en club
Né à Castelldefels, en Catalogne, Melamed rejoint l'académie du RCD Espanyol en 2013, après des passages à l'UE Cornellà et le FP Atlètic Vilafranca,,. Il fait ses débuts avec l'équipe réserve de l'Espanyol le 17 février 2019, lors d'un match nul 1-1 contre le SD Ejea en Segunda División B.
Melamed fait ses débuts professionnels le 15 août 2019, entrant en jeu à la place de Matías Vargas lors d'une victoire 3-0 à domicile contre le FC Luzern lors des qualifications pour la Ligue Europa. Il devient alors le premier joueur né au XXIe siècle à jouer avec le club catalan.

### Carrière en sélection
Nico Melamed est international espagnol avec les moins de 19 ans, avec qui il a fait ses débuts le 15 janvier 2020, lors d'un match amical contre l'Italie.

## Statistiques

### En club
| Saison                | Club                  | Championnat           | Championnat | Championnat | Coupe(s) nationale(s) | Coupe(s) nationale(s) | Compétition(s) continentale(s) | Compétition(s) continentale(s) | Compétition(s) continentale(s) | Total | Total |
| Saison                | Club                  | Division              | M.          | B.          | M.                    | B.                    | Comp.                          | M.                             | B.                             | M.    | B.    |
| 2018-2019             | RCD Espanyol          | Liga                  | -           | -           | -                     | -                     | -                              | -                              | -                              | 0     | 0     |
| 2019-2020             | RCD Espanyol          | Liga                  | 6           | 0           | -                     | -                     | C3                             | 1                              | 0                              | 7     | 0     |
| 2020-2021             | RCD Espanyol          | LaLiga 2              | 33          | 6           | 3                     | 0                     | -                              | -                              | -                              | 36    | 6     |
| 2021-2022             | RCD Espanyol          | Liga                  | 31          | 1           | 2                     | 0                     | -                              | -                              | -                              | 33    | 1     |
| 2022-2023             | RCD Espanyol          | Liga                  | 32          | 1           | 4                     | 2                     | -                              | -                              | -                              | 36    | 3     |
| 2023-2024             | RCD Espanyol          | LaLiga 2              | 13          | 2           | -                     | -                     | -                              | -                              | -                              | 13    | 2     |
| Sous-total            | Sous-total            | Sous-total            | 115         | 10          | 9                     | 2                     | -                              | 1                              | 0                              | 125   | 12    |
| Total sur la carrière | Total sur la carrière | Total sur la carrière | 115         | 10          | 9                     | 2                     | -                              | 1                              | 0                              | 125   | 12    |